# Patti della Moncloa
I patti della Moncloa (in spagnolo: Pactos de la Moncloa) furono degli accordi firmati al Palazzo della Moncloa tra le varie parti sociali e i principali partiti spagnoli nell'ottobre 1977, nella Spagna del periodo di transizione, al fine di acconsentire alla stesura di una nuova costituzione e risolvere i problemi economici-sociali di quel periodo.

## Descrizione

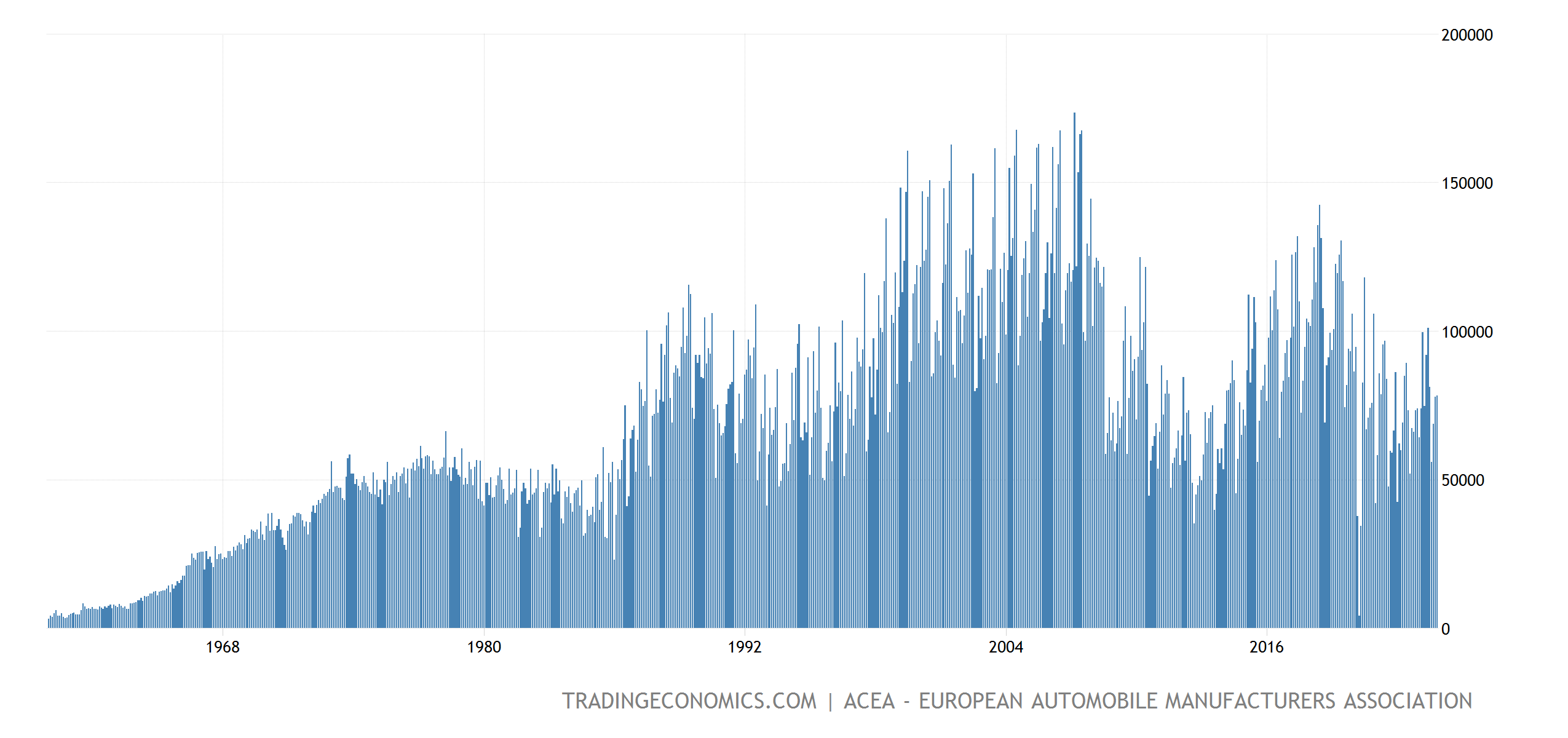
Nuove immatricolazioni di automobili in Spagna, su base mensile (1960-2023; Fonte: ACEA, via TradingEconomics). Dopo l'introduzione del "Piano di Stabilizzazione Nazionale" da parte di Franco nel 1959, la Spagna cominciò un buon sviluppo, che si interruppe nel 1976-'77 (dopo aver già rallentato dal 1974) a causa di vari problemi e che sarebbe ripreso solo nella seconda metà degli anni '80.

Dopo la morte di Francisco Franco nel 1975, in Spagna si aprì un periodo di transizione verso la democrazia che culminò il 15 giugno 1977 con le prime elezioni democratiche dagli anni '30, vinte dal centrodestra.
Oltre alla conversione del sistema economico-sociale verso una maggiore apertura e democraticizzazione, dal 1973 era in corso anche una grave crisi petrolifera in tutto l'Occidente che aveva portato a una stagnazione e a un'alta inflazione perduranti (in Spagna al 24% nel 1977 stesso), con una relativa spirale inflattiva. A ciò si aggiunse un'impennata del tasso di disoccupazione e la fine di ogni ulteriore sviluppo economico per diversi anni.
I principali partiti presenti in parlamento decisero così di accordarsi subito dopo le prime elezioni libere per avviare una serie di riforme in svariati settori: il 15 ottobre 1977 la UGT, le Commissioni Operaie e i vari partiti parlamentari giunsero a firmare l'accordo definitivo. In un paese in cui vi era (e tuttora vi è) una componente anarchica abbastanza forte, tali patti hanno rappresentato un punto di svolta importante, poiché la sinistra accettava di ridurre le proprie azioni a un ambito costituzionale e istituzionale. In cambio il governo di centro-destra ricevette l'appoggio per poter procedere a redigere una nuova costituzione.

### Eredità
Tali patti vengono ancora oggi attivamente ricordati per le profonde conseguenze a cui portarono, sia positive che negative a seconda dei vari punti di vista politici.